# Яромір Бека
Яромір Бека (нім. Jaromir Becka; нар. 6 липня 1963) — колишній західнонімецький тенісист.
Найвищу одиночну позицію світового рейтингу — 137 місце досяг 21 травня 1984, парну — 147 місце — 13 червня 1988 року.

## Титули на челленджерах

### Парний розряд: (2)
| Ранг | Рік  | Турнір                        | Покриття | Партнер          | Суперники                 | Рахунок       |
| ---- | ---- | ----------------------------- | -------- | ---------------- | ------------------------- | ------------- |
| 1.   | 1986 | Салоніки, Греція              | Тверде   | Крістіан Сакіану | Алекс Антоніч Браян Левін | 3–6, 6–1, 7–6 |
| 2.   | 1988 | Гайльбронн, Західна Німеччина | Килим    | Удо Ріглевскі    | Аксель Горнунґ Андрес Леш | 7–6, 4–6, 6–2 |